# Hüsənli
Hüsənli è un comune dell'Azerbaigian situato nel distretto di Tərtər. Conta una popolazione di 2 093 abitanti.